# اشتاوفن ایم برایزگاو
شهر اشتاوفن ایم برایزگاو (به آلمانی: Staufen im Breisgau) در ایالت بادن-وورتمبرگ در کشور آلمان واقع شده‌است.